# لنگنک
لنگنک (به انگلیسی: Llangennech) یک منطقهٔ مسکونی در بریتانیا است که در کارمارتنشر واقع شده‌است. لنگنک ۴٬۹۶۴ نفر جمعیت دارد.